# Louis Ier (roi de Sicile)
Pour les articles homonymes, voir Louis Ier.
Louis Ier de Sicile, dit Louis l’Enfant (Catane, 1337 – Château d'Aci, 16 octobre 1355) est roi de Sicile de 1342 à 1355.

## Biographie
Louis succède à l'âge de cinq ans, à son père, Pierre II, sous la régence conjointe de sa mère, Élisabeth de Carinthie, et de son oncle Jean d'Aragon, duc de Randazzo. 
Il grandit à Randazzo, qu'il est contraint de quitter en 1347, au moment du déferlement de l'épidémie de peste appelée la Mort noire. En 1348, le duc nomme le Catalan Blasco II de Alagona régent. La rivalité, un temps apaisée par le duc, entre la noblesse italienne (familles Chiaramonte, Palizzi et Scaloro degli Uberti, favorables aux Angevins) et la noblesse catalane (familles Peralta, Alagona, et Ventimiglia et parti aragonais) dégénère en guerre civile. Louis, d'ascendance catalane, envoie l'armée royale de Chiaramonti jusqu'à Milazzo. Ce n'est qu'en 1350 que la paix s'installe enfin.
En 1355, à la mort de son cousin Frédéric, seigneur d'Aci, fils du duc de Randazzo, Louis tente d'échapper à l'épidémie et quitte la forteresse d'Agira pour se réfugier au château d'Aci. C'est là qu'il meurt de la peste, le 16 octobre de la même année, à l'âge de dix-sept ans. 
Il repose dans la cathédrale de Catane, aux côtés de son grand-père Frédéric II et de son oncle, le régent Jean d'Aragon.